# Maupas (Gers)
Maupas település Franciaországban, Gers megyében. Lakosainak száma 198 fő (2022. január 1.). Maupas Castex-d’Armagnac, Estang, Laujuzan, Monlezun-d’Armagnac és Panjas községekkel határos.

## Népesség
A település népességének változása:
| Lakosok száma | 265  | 225  | 206  | 198  | 199  | 202  | 203  | 201  | 199  | 198  |
|               | 1968 | 1982 | 1990 | 2006 | 2013 | 2015 | 2017 | 2019 | 2020 | 2022 |